# Tunip

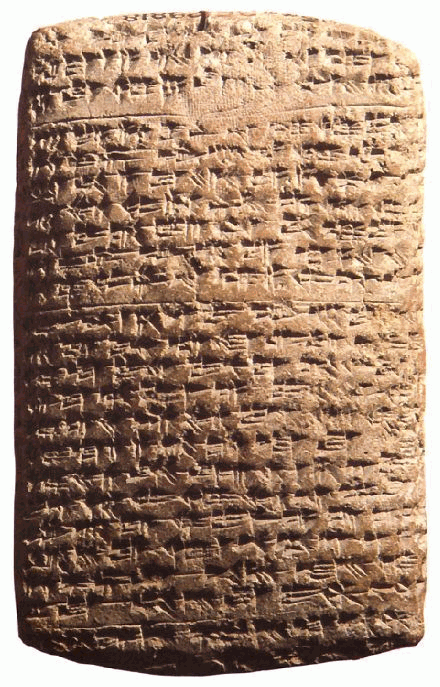
Lettre d'Amarna EA 161, Aziru à Pharaon, titre : Une absence expliquée.

Tunip, probablement l'actuelle Tell 'Acharneh, était une cité-État située le long du fleuve Oronte, dans l'ouest de la Syrie, à la fin de l'âge du bronze. Bien qu'elle fût assez grande pour être considérée comme un centre urbain, elle n'était pas assez puissante pour dominer la région. Elle se trouvait sous l'influence de plusieurs factions, dont les Mitanni, les Égyptiens et les Hittites.

## Localisation
L'emplacement exact de Tunip reste incertain. Il existe cependant de plus en plus de pistes permettant de relier la ville antique au site archéologique de Tell 'Acharneh.
Cette importante cité était recherchée soit dans le nord de la Phénicie (Helck 1973) soit dans l'Oronte moyen. Deux sites importants sont suggérés dans cette dernière région : Tell Hama dans la ville moderne de Hama (Astour 1977) et Tell Acharneh dans la vallée méridionale du Ghab au nord-ouest de Hama (Klengel 1995).
Tell Asharneh (ou Tell 'Acharneh) sur les rives de l'Oronte en Syrie fut aussi considéré comme l'emplacement probable de Tunip. Le site couvre une superficie de 77 ha et se trouve à proximité de Tell Salhab. Les auteurs de l’étude ci-dessus soutiennent l’identification de Tunip à l'emplacement de Tell Acharneh sur la base d’une analyse pétrographique.
Une équipe d'archéologues canadiens a mené des fouilles sur le site de Tell 'Acharneh, sous la direction de Michel Fortin de l'Université Laval à Québec.

## Bronze ancien
Les seules mentions de Tunip au début de l'âge du bronze proviennent des archives du palais G d'Ebla (vers 2400 av. J.-C. - vers 2300 av. J.-C.) lorsque la ville tomba sous l'hégémonie d'Ebla. Durant cette période, une colonie d'au moins 530 hommes originaires de Mari résidait ici. Leur groupe était dirigé par Puzur-Aštar et était composé de 30 marchands et de leurs ouvriers. Ils étaient probablement impliqués dans le commerce du bois, récoltant du bois dans les régions montagneuses voisines pour l'exporter vers Mari. Bonechi a également suggéré que les attestations dans les textes d'Ebla d'hommes de Byblos à Tunip pourraient relier ce lieu à des routes commerciales allant vers l'Égypte.

## Bronze tardif
L'appellation « Tunip » provient principalement des documents égyptiens, de l'époque de Thoutmosis III à Ramsès II. Le nom Tunip apparaît également dans des noms comme celui d'un roi nommé Tunip-Tessup.
Elle est particulièrement mentionnée dans les lettres d'Amarna (vers 1350 av. J.-C.), à l'époque d'Akhenaton et de Toutankhamon. Ces affaires concernent les troubles et les dirigeants locaux – comme Aziru, résidant à Amurru (Simur/Tell Kezel, plaine du Akkar) et en conflit avec le roi de Hatti. Il prétend souvent résider à Tunip, jusqu'à ce qu'il soit sûr de partir, ou pour tenter de défendre d'autres villes/cités-États de sa région. La région locale en Syrie, Nuhašše, est également en conflit et est mentionnée dans 7 des 13 lettres d'Aziru (classées «EA» pour «el Amarna»).

### Archives d'Amarna
Les archives d'Amarna font référence à des tablettes cunéiformes trouvées à Amarna, en Égypte, datant de la fin du règne d'Akhenaton et du début du règne de Toutankhamon. Il existe une chronologie haute et basse pour ces rois, ce qui peut affecter la synchronisation des événements dans au Levant nord. En général, la région était sous le contrôle de Tushratta du Mitanni qui, vers 1350 av. J.-C., fut attaqué par Suppiluliuma Ier de Hatti, provoquant des troubles majeurs dans tout le Levant. L’Égypte était alors officiellement un allié du Mitanni. Une faction des citoyens de Tunip appartenait à la faction pro-égyptienne, et écrivit au Pharaon pour obtenir son soutien.
Cinq lettres font référence à « Tunip » dans le corpus de lettres d'Amarna, 3 du sous-corpus d'Aziru.
1. EA 57 – Titre : « Des rois et des Tunip » – lettre endommagée
2. EA 59 – Titre : « De la part des citoyens de Tunip » -
3. EA 161 — « Une absence expliquée » - Lettre Aziru n° 6 sur 13
4. EA 165 – « Tunip menacé » - Lettre d'Aziru n° 9 sur 13
5. EA 167 – « La menace constante des Hittites » - Lettre d'Aziru n° 11 sur 13

#### Lettre d'Amarna EA 59 - Des citoyens de Tunip
La lettre EA 59 d'Amarna (complète ; lignes 1 à 46) exprime la demande d'aide des citoyens de Tunip à Pharaon.
Au roi d'Égypte, notre seigneur : Message des citoyens de Tunip, vos serviteurs. Car tout se passe bien pour vous. Et nous tombons aux pieds de notre seigneur.
Mon seigneur, ainsi parle Tunip, votre serviteur : Tunip — qui l'a gouverné dans le passé ? Manakhpirya -(c'est-à-dire "Men- Kheper - Rê -iya") : am-ma-ti-wu-uš (votre ancêtre) ne l'a-t-il pas gouverné ?
Les dieux et les... : na-ab-ri-il-la-an (=?) du roi d'Égypte, notre seigneur, habite à Tunip , et il devrait s'enquérir de ses anciens : am-ma-ti (ancien) quand nous n'appartenions pas à notre seigneur, le roi d'Égypte-(nommé «Mizri»-voir : Mizraim).
Et maintenant, depuis 20 –, nous continuons à écrire au roi, notre seigneur, mais nos messagers sont restés avec le roi, notre seigneur. Et maintenant, notre seigneur, nous demandons au roi, notre seigneur, le fils de « Aki- Teššup » . Que notre Seigneur lui donne.
Mon seigneur, si le roi d'Égypte a donné le fils d'Aki-Teššup, pourquoi le roi, notre seigneur, le rappelle-t-il du voyage ?
Et maintenant, Aziru va entendre que sur le territoire hittite, un destin hostile s'est abattu sur ton serviteur, un dirigeant (et) ton jardinier.
Si ses troupes (celles du roi) et ses chars venaient à être retardés, Aziru nous ferait exactement ce qu'il a fait à Nii .
Si nous-mêmes sommes négligents et que le roi d’Égypte ne fait rien à propos de ces choses que fait Aziru, alors il dirigera certainement sa main contre notre seigneur.
Quand Aziru entra à Sumur ( Zemar ), il leur fit ce qu'il voulait, dans la maison du roi, notre seigneur. Mais notre seigneur n'a rien fait à ce sujet.
Et maintenant, Tunip , ta ville, pleure, et ses larmes coulent, – et personne ne peut nous saisir la main.
Nous écrivons depuis vingt – au roi, notre seigneur, le roi d’Égypte, et pas un seul mot de notre seigneur ne nous est parvenu. "

#### Lettre d'Amarna EA 161 - Une absence expliquée, Aziru n° 6 sur 13
La lettre d'Amarna EA 161 (lignes 1 à 56, complète) montre comment Aziru prétend avoir été nommé « maire » de sa région (ou ville), à Amurru .
Au Grand Roi, mon seigneur, mon dieu, [mon Soleil] : Message d'Aziru, votre serviteur. Je tombe aux pieds de mon seigneur, [m]on dieu, mon Soleil, 7 fois et 7 fois.
Mon seigneur, je suis ton serviteur, et à mon arrivée devant le roi, mon seigneur, j'ai parlé de toutes mes affaires devant le roi, mon seigneur. Mon seigneur, n'écoute pas les hommes perfides qui me dénoncent devant le roi, mon seigneur. Je suis ton serviteur pour toujours.
Le roi, mon seigneur, a parlé de Han'i. Monseigneur, je résidais à Tunip, et je ne savais donc pas qu'il était arrivé. Dès que je l'ai entendu, je suis monté après lui, mais je ne l'ai pas atteint. Puisse Han'i arriver sain et sauf afin que le roi, mon seigneur, puisse lui demander comment je l'ai pourvu. Mes frères et Bet-ili étaient à son service ; ils lui donnaient des bœufs, des moutons, des chèvres et des oiseaux, sa nourriture et ses boissons fortes.
J'ai donné des chevaux et des ânes pour son voyage. Que le roi, mon seigneur, entende mes paroles. Quand j'arriverai auprès du roi, mon seigneur, Han'i me précédera ; tel un père et une mère, il pourvoira à mes besoins. Et maintenant, mon seigneur dit : « Tu t'es caché de Han'i. » – Que tes dieux et le Soleil en soient témoins : (je le jure) – « Je résidais à Tunip . »
Le roi, mon seigneur, a parlé de la construction de Sumur -( Zemar ). Les rois de Nuhašše ont été en guerre contre moi et ont pris mes villes sur l'ordre de Hatip . Donc je ne l'ai pas construit. Maintenant, en toute hâte, je vais le construire.
Et que mon seigneur sache que Hatip a pris la moitié des choses que le roi, mon seigneur, m'a données. Tout l'or et l'argent que le roi, mon seigneur, m'a donné, Hatip l'a pris. Que mon seigneur le sache.
De plus, le roi, mon seigneur, dit aussi : « Pourquoi avez-vous pourvu au messager du roi de Hatti, et n'avez-vous pas pourvu au mien ? » Or, ceci est le pays de mon seigneur, et le roi, mon seigneur, m'a nommé – !
Que le messager de mon seigneur vienne à moi, afin que je puisse donner tout ce que j'ai promis en présence du roi, mon seigneur. Je donnerai des vivres, des navires, de l'huile, des rondins de bois, du buis et d'autres bois.

### Lectures complémentaires
- Moran, William L. Les lettres d'Amarna. Presses de l'Université Johns Hopkins, 1987, 1992.  (ISBN 0-8018-6715-0)